# .nu
.nu is het topleveldomein van het half-onafhankelijke, Polynesische eilandje Niue. Het werd geïntroduceerd in 1997.
De overheid van Niue gaf in 1999 goedkeuring aan een Amerikaanse non for profit om de domeinnaam te beheren, in ruil daarvoor zou die organisatie zorgen voor internet op het eiland. De domeinnaam groeide in de jaren daarna uit tot een populaire domeinnaam. Het beheer ervan bleef in buitenlandse handen: momenteel de Zweedse organisatie Internetstiftelsen. De overheid van Niue probeert al 20 jaar om de controle op de domeinnaamextensie terug te krijgen. Anno 2021 heeft het land twee juridische discussies lopende: met de ICANN om de controle terug te krijgen, en met de Zweedse overheid om de gemiste inkomsten (geschat op 150 miljoen dollar) terug te krijgen. De Niuese overheid spreekt in dit verband over een vorm van "neokolonialisme".
Het gebruik van de .nu-domeinnamen is in verschillende landen een populair alternatief voor de grote registraties als .com en .net, omdat .nu wordt uitgesproken als het Engelse 'new' en daarmee dus voor nieuwssites een slimme toegangsweg is. Om een vergelijkbare reden is het in Frankrijk populair voor pornosites, omdat het Franse 'nu' naakt betekent. In Nederland, Vlaanderen en Scandinavië heeft het woord 'nu' daarnaast de associatie met 'onmiddellijk' en 'op dit moment'.
De .nu-zone wordt gezamenlijk met .se publiekelijk gepubliceerd onder de Creative Commons Naamsvermelding licentie. Samen met .ee zijn dit de enige ccTLDs met een openbare zone file.